# Sommerviller
Sommerviller – miejscowość i gmina we Francji, w regionie Grand Est, w departamencie Meurthe i Mozela.
Według danych na rok 1990 gminę zamieszkiwało 955 osób, a gęstość zaludnienia wynosiła 251 osób/km² (wśród 2335 gmin Lotaryngii Sommerviller plasuje się na 381. miejscu pod względem liczby ludności, natomiast pod względem powierzchni na miejscu 1111.).